# − (musikalbum)
− (uttalas "Subtract") är det femte studioalbumet av den brittiska singer-songwritern Ed Sheeran. Albumet släpptes den 5 maj 2023. Sheeran sa tidigt att Subtract skulle skilja sig en del från föregångaren = eftersom det skulle vara helt akustiskt.
Albumet föregicks av två singlar, "Eyes Closed" och "Boat". 
Subtract är även den femte och sista i Sheerans serie av album namngivna efter matematiska symboler, efter +, ×, ÷ och =. Han har däremot uttryckt i intervjuer att han kommer fortsätta döpa album efter andra typer av symboler som inte är matematiska.

## Bakgrund
Sheeran tillkännagav albumets titel, låtlista och releasedatum den 1 mars 2023 via hans sociala medier. Albumet producerades och skrevs tillsammans av Aaron Dessner från indierockbandet The National. Sheeran och Dessner skrev över trettio låtar tillsammans under en månadslång studiosession. 
Ed avslöjade även under albumets utannonsering att han hade arbetat på albumet i nästan 10 år, innan han under 2022 varit med om diverse händelser som gjorde att han inom en vecka hade bytt bort allt jobb han gjort under de åren.
Albumets första singel "Eyes Closed" tillkännagavs den 9 mars via Sheerans sociala medier tillsammans med dess releasedatum den 24 mars, samt en sneakpeak på låten.
Dess andra singel "Boat" släpptes 21 april 2023.
Subtract släpptes även som ett visuellt album på YouTube. Det visuella albumet är uppbyggt av musikvideor till alla låtar på standardlåtlistan.

## Låtlista

### - (Standardutgåva[6])
| Nr           | Titel                  | Längd |
| ------------ | ---------------------- | ----- |
| 1.           | Boat                   | 3:05  |
| 2.           | Salt Water             | 3:59  |
| 3.           | Eyes Closed            | 3:14  |
| 4.           | Life Goes On           | 3:30  |
| 5.           | Dusty                  | 3:42  |
| 6.           | End of Youth           | 3:51  |
| 7.           | Colourblind            | 3:29  |
| 8.           | Curtains               | 3:44  |
| 9.           | Borderline             | 3:57  |
| 10.          | Spark                  | 3:34  |
| 11.          | Vega                   | 2:58  |
| 12.          | Sycamore               | 2:50  |
| 13.          | No Strings             | 2:54  |
| 14.          | The Hills of Aberfeldy | 3:15  |
| Total längd: | Total längd:           | 48:02 |

### - (Deluxe)[7]
| Nr           | Titel        | Längd |
| ------------ | ------------ | ----- |
| 15.          | Wildflowers  | 2:58  |
| 16.          | Stoned       | 3:17  |
| 17.          | Toughest     | 3:33  |
| 18.          | Moving       | 3:35  |
| Total längd: | Total längd: | 61:25 |

### − (Vinyl Deluxe)[8][9]
| Nr           | Titel          | Längd |
| ------------ | -------------- | ----- |
| 15.          | Wildflowers    | 2:58  |
| 16.          | Balance        | 2:56  |
| 17.          | Stoned         | 3:17  |
| 18.          | Fear           | 3:15  |
| 19.          | Get Over It    | 3:08  |
| 20.          | Toughest       | 3:33  |
| 21.          | Ours           | 3:42  |
| 22.          | Moving         | 3:35  |
| 23.          | Boat (Reprise) |       |
| Total längd: | Total längd:   | 74:26 |